# Steffen Busse
Steffen Busse (* 19. April 1975 in Schwerin) ist ein ehemaliger deutscher Volleyballspieler und -trainer.
Busse begann mit dem Volleyball in seiner Heimatstadt Schwerin. Mit dem Schweriner SC und dem VfB Ludwigslust spielte er in den 1990er Jahren in erster und zweiter Bundesliga. Von 1998 bis 2000 spielte der Außenangreifer beim VfB Friedrichshafen, mit dem er zweimal Deutscher Meister wurde. Danach wechselte Busse zum Ligakonkurrenten VV Leipzig und 2002 zum polnischen Erstligisten PZU AZS Olsztyn, wo er 2003 wegen Knie- und Rückenproblemen seine aktive Karriere beenden musste. Busse kam auch mehrfach in der deutschen Nationalmannschaft zum Einsatz.
Anschließend war Busse beim VV Leipzig Trainer der zweiten Mannschaft und seit November 2005 Trainer des Bundesligateams. Von 2006 bis 2009 trainierte er das Nachfolgeteam VC Leipzig und nach dessen Insolvenz bis 2016 den Zweitligisten L.E. Volleys.